# Sylvie Dézarnaud
Sylvie Dézarnaud, née le 23 février 1964 à Sainte-Colombe (Rhône), est une femme politique française, suppléante de Yannick Neuder dans la septième circonscription de l'Isère. À la suite de la nomination de Yannick Neuder au poste de Ministre chargé de la Santé et de l'Accès aux soins, Sylvie Dézarnaud le remplace en tant que députée pour cette circonscription.

## Biographie
Sylvie Dézarnaud est, jusqu'en 2020, assistante BTP, dans une entreprise de construction.
Elle est maire de Revel-Tourdan de 2008 à 2020, présidente de la communauté de communes Entre Bièvre et Rhône de 2020 à 2025 et conseillère régionale depuis 2021. Suppléante de Yannick Neuder, nommé ministre le 23 décembre 2024, elle le remplace à l'Assemblée nationale le 24 janvier 2025.